# Pařížská (Praha)
Pařížská ulice, někdy též Pařížská třída, je ulice v Praze na Starém Městě a v Josefově v městské části Praha 1, spojující Staroměstské náměstí a náměstí Curieových. Dlouhodobě jde o jednu z nejdražších ulic ve střední a východní Evropě, v letech 2022 a 2023 překonala výší nájmu ulici Na Příkopě (která byla nejdražší ulicí Česka od roku 2004) a stala se nejdražší ulicí v Česku.

## Popis

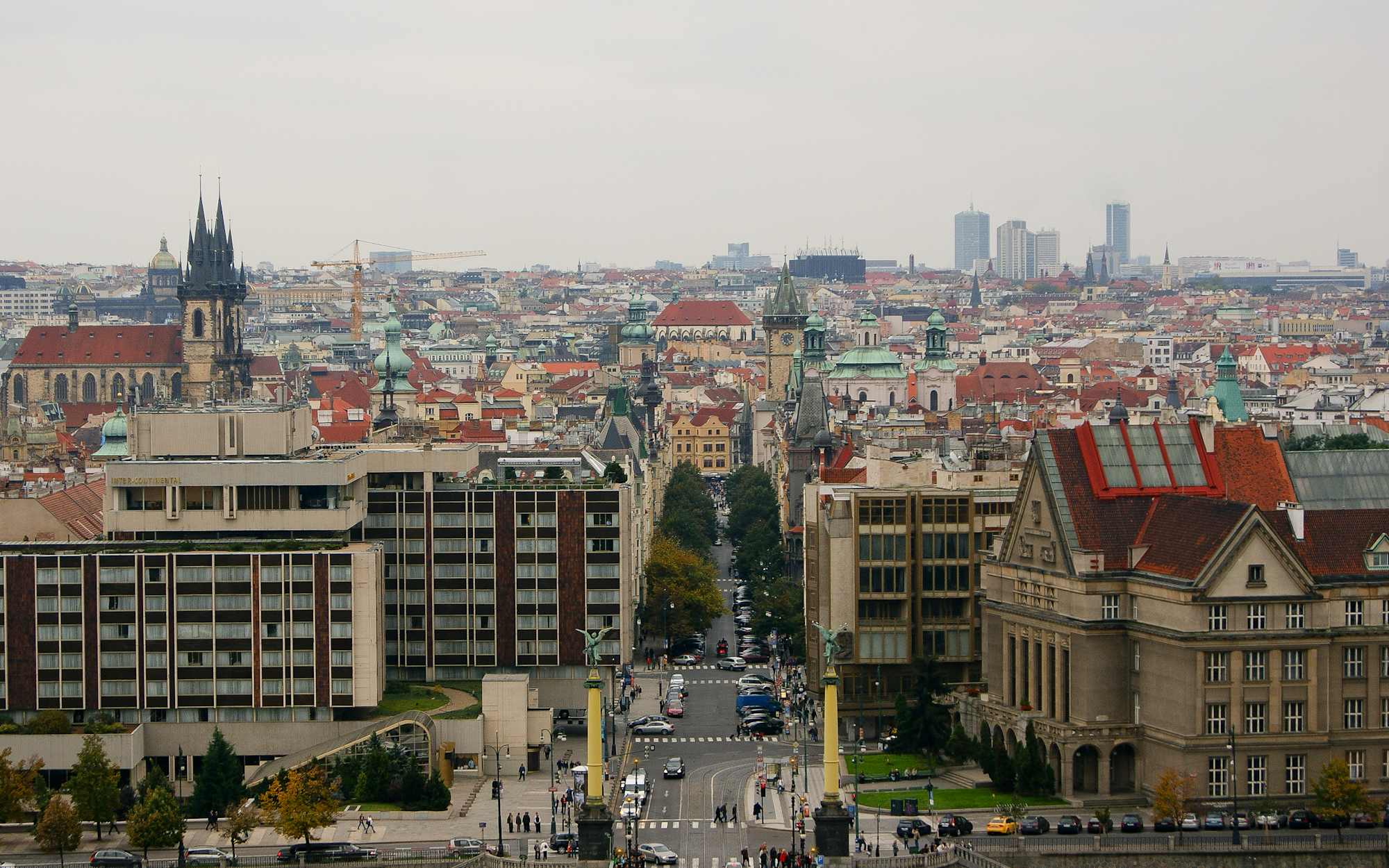
Pařížská ulice, pohled přes Vltavu z Letné od někdejšího Stalinova pomníku

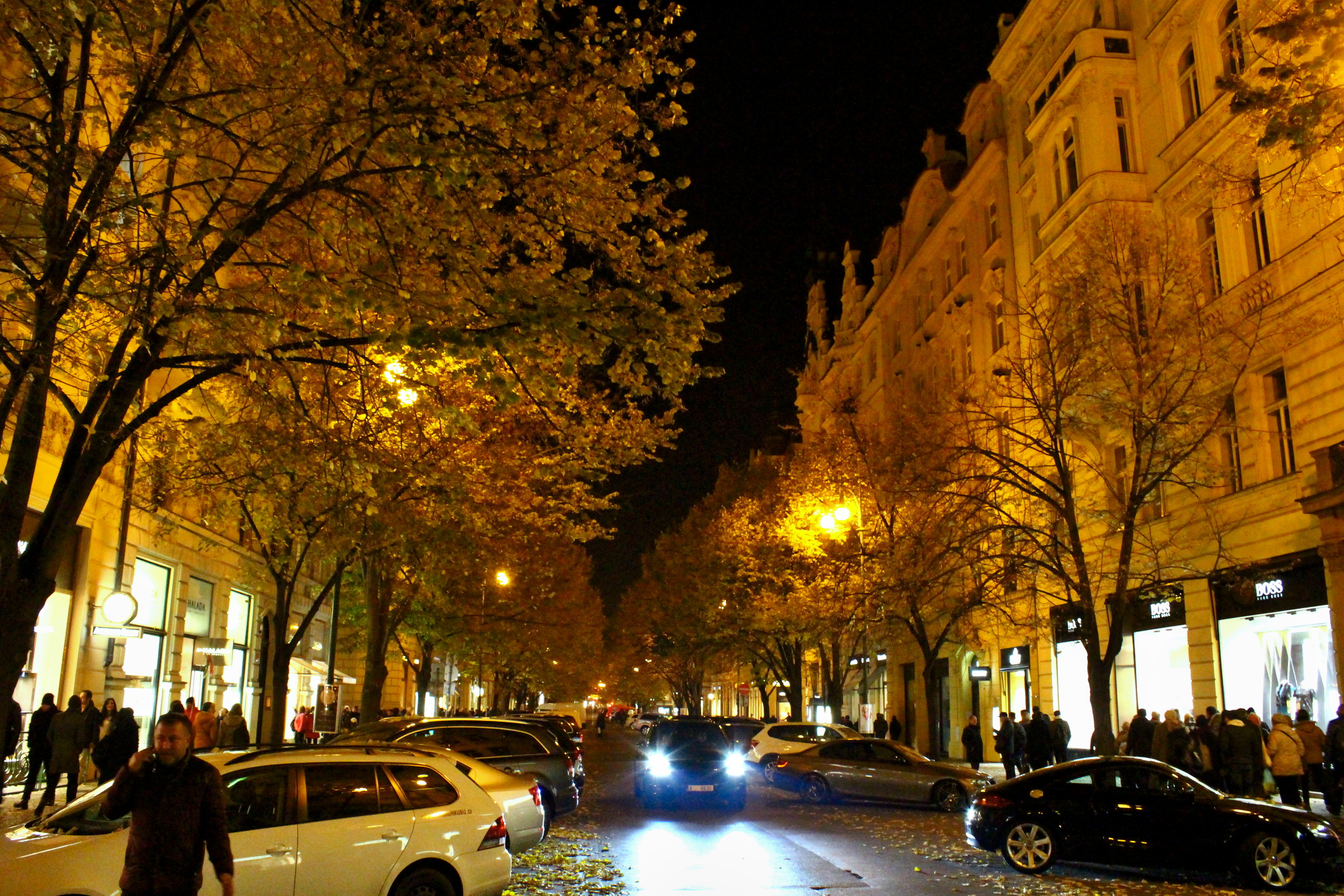
Pařížská ulice v noci.

Ulice vychází ze Staroměstského náměstí směrem k severu, protíná Josefov a ústí na břehu řeky u Čechova mostu na náměstí Curieových. Na své cestě protíná ulici Širokou a Dvořákovo nábřeží, vpravo zde pak počínají ulice Kostečná a Bílkova, vlevo Jáchymova, Červená, Břehová a 17. listopadu. Ulice je průjezdná jednosměrně v úseku Bílkova – Staroměstské náměstí, v úseku Bílkova – Nám. Curieových je obousměrný provoz vozidel. Dále jsou po obou stranách chodníky pro pěší lemovány stromořadím, což je v historické části Prahy unikát (obdobně pouze na Václavském náměstí).
Dnes je Pařížská ulice velmi luxusním koridorem s mnoha módními prodejnami. Nájemní ceny bytů a především obchodů v Pařížské patří mezi nejvyšší v metropoli (tím současně i v celé České republice) a spolu s ulicí Na Příkopě ji pravidelně najdeme v žebříčcích mezi prvními desítkami nejdražších nákupních ulic světa.
Jediná stavba v ulici z období před asanací, kdy byla téměř celá čtvrť zbourána, je kromě kostela sv. Mikuláše raně gotická Staronová synagoga. Řada domů, zejména poblíž synagogy, respektuje židovskou tradici místa.

## Historie
Ulice vznikla při asanaci Židovského města na přelomu 19. a 20. století, v nové trase bez ohledu na původní uliční síť s výjimkou úseku u náměstí, kde rozšířila tehdejší Maislovu ulici. Původně se nazývala Mikulášská třída dle kostela na rohu Staroměstského náměstí, od roku 1926 nese svůj název po Paříži, připomínajíc pařížské bulváry. V původních plánech se však měla stát součástí třídy jdoucí od Národního muzea přes Václavské náměstí, procházející přes Staré Město, Staroměstské náměstí, dnešní Josefov, Letnou až po budovu valného shromáždění, která měla kopírovat pařížskou Avenue des Champs-Élysées. Plán se však neuskutečnil pro nedostatek finančních prostředků a odpor obyvatel Starého Města.